# Ryota Inoue
Ryota Inoue (født 26. april 1990) er en japansk fodboldspiller, som spiller for den japanske fodboldklub Gainare Tottori.